# Cup Tie Competition 1904
La Cup Tie Competition 1904 (también llamada Copa Competencia "Chevallier Boutell" 1904) fue la quinta edición de esta competición oficial y de carácter internacional, organizada por la Argentine Football Association.
La Copa que estaba en juego fue donada por el presidente de la Argentine Football Association, Francis Chevallier Boutell, y por eso llevó su nombre. La final del torneo se disputó en la Buenos Aires, mientras que las semifinales se llevaron a cabo en Montevideo y Rosario.
Nueve fueron los participantes de esta edición, disminuyendo la cantidad de participantes con respecto a la edición anterior. Esto se debió a que a partir de esta edición, The Uruguay Association Football League empezó a organizar su propia copa, la Copa de Competencia, donde el ganador se clasificó a ésta copa. El nuevo participante fue Estudiantes de Buenos Aires. Flores iba a participar pero desistió finalmente.
El certamen consagró campeón por segunda vez en su historia a Rosario, tras vencer por 3 a 2 al Central Uruguay Railway.

## Equipos participantes

### Argentine Football Association
| Alumni | Barracas | Belgrano | Estudiantes (BA) | Lomas | Quilmes |

### Rosario
| Rosario | Rosario Central |

### The Uruguay Association Football League
| CURCC |

## Fase inicial

### Primera Eliminatoria
Esta fase la disputaron 4 equipos de la Argentine Football Association. Se  enfrentaron a partido único y clasificaron dos equipos.
| Fecha       | Equipo 1 | Resultado | Equipo 2 |
| ----------- | -------- | --------- | -------- |
| 22 de mayo  | Alumni   | 2 - 0     | Quilmes  |
| 19 de junio | Belgrano | 0 - 0     | Barracas |

#### Desempate
| Fecha       | Equipo 1 | Resultado | Equipo 2 |
| ----------- | -------- | --------- | -------- |
| 17 de julio | Barracas | 2 - 1     | Belgrano |

### Segunda eliminatoria
Esta fase la disputaron 2 equipos de la Argentine Football Association, 2 invitados de Rosario y los 2 ganadores de la primera eliminatoria. Se enfrentaron a partido único y clasificaron los 3 ganadores.
| Fecha       | Equipo 1 | Resultado | Equipo 2         |
| ----------- | -------- | --------- | ---------------- |
| 17 de julio | Rosario  | 2 - 0     | Rosario Central  |
| 24 de julio | Alumni   | 0 - 1     | Barracas         |
| 24 de julio | Lomas    | 2 - 1     | Estudiantes (BA) |

## Fase final

### Cuadro de desarrollo
|  | Semifinales | Semifinales      | Semifinales |       |                  | Final            | Final | Final |  |
|  |             |                  |             |       |                  |                  |       |       |  |
|  |             |                  |             |       |                  |                  |       |       |  |
|  | R           | Rosario Athletic | 5           |       |                  |                  |       |       |  |
|  | R           | Rosario Athletic | 5           |       |                  |                  |       |       |  |
|  | A           | Barracas         | 3           |       |                  |                  |       |       |  |
|  | A           | Barracas         | 3           |       | Rosario Athletic | Rosario Athletic | 3     |       |  |
|  |             |                  |             |       | Rosario Athletic | Rosario Athletic | 3     |       |  |
|  |             |                  | CURCC       | CURCC | 2                |                  |       |       |  |
|  | U           | CURCC            | CURCC       | CURCC | 2                | 4                |       |       |  |
|  | U           | CURCC            |             |       |                  | 4                |       |       |  |
|  | A           | Lomas Athletic   | 1           |       |                  |                  |       |       |  |
|  | A           | Lomas Athletic   | 1           |       |                  |                  |       |       |  |
|  |             |                  |             |       |                  |                  |       |       |  |

### Semifinales
Esta fase la disputaron los 3 ganadores de la Fase inicial y el campeón de la Copa de Competencia uruguaya. Se enfrentaron a partido único y clasificaron los 2 ganadores.
| Fecha       | Equipo 1         | Resultado | Equipo 2       |
| ----------- | ---------------- | --------- | -------------- |
| 31 de julio | Rosario Athletic | 5 - 3     | Barracas       |
| 31 de julio | CURCC            | 4 - 1     | Lomas Athletic |

### Final
La disputaron los 2 ganadores de las Semifinales. Se enfrentaron el 14 de agosto a partido único, y se consagró campeón el Rosario Athletic Club en el quinto torneo.
| Fecha        | Equipo 1         | Resultado | Equipo 2 |
| ------------ | ---------------- | --------- | -------- |
| 14 de agosto | Rosario Athletic | 3 - 2     | CURCC    |

## Detalle
| 14 de agosto de 1904 | Rosario                                              | 3:2 (1:0, 1:1) (pró.) | CURCC                                | Flores Old Ground, Flores                                       |                                                                 |
|                      | Alfredo Le Bas 10' · Wells 95' · Alberto Le Bas 115' |                       | Juan Pena 65' · Aniceto Camacho 118' | Asistencia: 1.200 espectadores Árbitro(s): William Leslie Poole | Asistencia: 1.200 espectadores Árbitro(s): William Leslie Poole |

|  |  |

| Guardameta     |  | H. Dorming     |
| Defensa        |  | R. W. Le Bas   |
| Defensa        |  | M. O. Wells    |
| Centrocampista |  | H. Talbot      |
| Centrocampista |  | E. C. Jewell   |
| Centrocampista |  | C. Parr        |
| Delantero      |  | R. Le Bas      |
| Delantero      |  | Alberto Le Bas |
| Delantero      |  | A. E. Wells    |
| Delantero      |  | J. Parr        |
| Delantero      |  | J. Topping     |

| Guardameta     |  | Juan Villalba       |
| Defensa        |  | Aniceto Camacho     |
| Defensa        |  | Guillermo Davies    |
| Centrocampista |  | José Camacho        |
| Centrocampista |  | Lorenzo Mazzucco    |
| Centrocampista |  | Ceferino Camacho    |
| Delantero      |  | Juan Pena           |
| Delantero      |  | Eugenio Mañana      |
| Delantero      |  | Guillermo Mathesson |
| Delantero      |  | Edmundo Acebedo     |
| Delantero      |  | Amílcar Acebedo     |

| Guardameta     |  | H. Dorming     |
| Defensa        |  | R. W. Le Bas   |
| Defensa        |  | M. O. Wells    |
| Centrocampista |  | H. Talbot      |
| Centrocampista |  | E. C. Jewell   |
| Centrocampista |  | C. Parr        |
| Delantero      |  | R. Le Bas      |
| Delantero      |  | Alberto Le Bas |
| Delantero      |  | A. E. Wells    |
| Delantero      |  | J. Parr        |
| Delantero      |  | J. Topping     |

| Guardameta     |  | Juan Villalba       |
| Defensa        |  | Aniceto Camacho     |
| Defensa        |  | Guillermo Davies    |
| Centrocampista |  | José Camacho        |
| Centrocampista |  | Lorenzo Mazzucco    |
| Centrocampista |  | Ceferino Camacho    |
| Delantero      |  | Juan Pena           |
| Delantero      |  | Eugenio Mañana      |
| Delantero      |  | Guillermo Mathesson |
| Delantero      |  | Edmundo Acebedo     |
| Delantero      |  | Amílcar Acebedo     |

| Campeón Rosario Athletic 2do título |